# Raúl Landeros
Raúl Landeros, auch bekannt unter dem Spitznamen Tarzán, ist ein ehemaliger mexikanischer Fußballspieler auf der Position des Torwarts.

## Biografie
Landeros begann seine Profikarriere in der Saison 1944/45 beim Hauptstadtverein CF Asturias, wo er als Ersatz für die Torwartlegende „Pulques“ León fungierte. Nach einem Jahr wechselte er zum neu in die mexikanische Primera División aufgenommenen Club Deportivo Tampico und stand bei dessen Erstligadebüt gegen den CF Atlante im Tor, das mit 3:10 verloren wurde. Trotz der zehn Gegentore gehörte Landeros noch zu den besten Spielern seiner Mannschaft und war fortan nicht nur Stammtorhüter bei seinem Verein, sondern stand auch als erster Torwart nach neuneinhalbjähriger Länderspielpause im Tor der mexikanischen Nationalmannschaft, die die im Juli 1947 erstmals ausgetragene NAFC-Meisterschaft gewann. Auf dem Weg zum Titelgewinn wurden (mit Landeros im Tor) die USA mit 5:0 und Gastgeber Kuba mit 3:1 besiegt.
Seine größten Erfolge auf Vereinsebene feierte Landeros 1953, als er mit dem CD Tampico die mexikanische Meisterschaft und anschließend auch den Supercup gewann. Landeros gehörte noch bis zum Abstieg in die zweite Liga am Saisonende 1957/58 zum Kader des CD Tampico.

## Erfolge

### Verein
- Mexikanischer Meister: 1952/53
- Mexikanischer Supercup: 1953

### Nationalmannschaft
- Meister der NAFC: 1947